# Demokratyczna Republika Konga
Demokratyczna Republika Konga (fr. République démocratique du Congo) – drugie pod względem powierzchni, trzecie pod względem liczby ludności państwo Afryki, położone w jej środkowej części, w dorzeczu rzeki Kongo, u której ujścia posiada 37 km dostępu do Oceanu Atlantyckiego. Nazwa, oznaczająca myśliwy, pochodzi od ludu Bakongo. W okresie kolonialnym DR Konga występowała jako Wolne Państwo Kongo (do 1908) i Kongo Belgijskie (do 1960), a po uzyskaniu niepodległości w latach 1971–1997 jako Zair. Dla odróżnienia od sąsiadującej Republiki Konga (Kongo, Kongo-Brazzaville), DR Konga występowała również jako Kongo-Léopoldville, a obecnie po zmianie nazwy stolicy, jako Kongo-Kinszasa.
Największe miasta kraju: Kinszasa, Lubumbashi, Mbuji-Mayi, Kisangani, Kananga. Kraj zamieszkuje 250 grup etnicznych. Największe to Kongo, Luba i Mongo.

## Etymologia
Nazwa kraju pochodzi od rzeki Kongo, której większa część przepływa przez terytorium kraju. Nazwa rzeki pochodzi zaś od nazwy jednego z ludów Bantu, Bakongo (co znaczy myśliwi), które zamieszkiwało ujście rzeki, gdy zostało ono odkryte przez Portugalczyków w XV wieku.

## Geografia
- Położenie geograficzne – 0°00′N 25°00′E
- Długość granic lądowych – 10 481 km[2]:
  - Angola – 2646 km
  - Burundi – 236 km
  - Republika Środkowoafrykańska – 1747 km
  - Kongo – 1229 km
  - Rwanda – 221 km
  - Sudan Południowy – 714 km
  - Tanzania – 479 km
  - Uganda – 877 km
  - Zambia – 2332 km
- Długość wybrzeża – 37 km
- Najwyższy punkt – Szczyt Małgorzaty (Pic Marguerite) na Górze Stanleya (Mont Stanley) (5110 m n.p.m.)
- Średnia wysokość – 726 m n.p.m.
- Najniższy punkt – Ocean Atlantycki 0 m n.p.m.

Demokratyczna Republika Konga jest 11. największym państwem na świecie pod względem powierzchni.

### Ukształtowanie powierzchni
Dżungla pokrywa większość rozległej, nisko położonej kotliny, która obniża się w kierunku Atlantyku na zachodzie. Obszar ten otoczony płaskowyżami łączy się z sawannami na południu i południowym zachodzie, górami na zachodzie i stepami przekraczającymi na północy rzekę Kongo. Wysokie góry są na wschodnim krańcu kraju.

### Klimat
Dominuje klimat tropikalny. W równikowej zlewni rzeki Kongo jest gorący i wilgotny. Chłodniejszy i suchszy – na wyżej położonych terenach południowych. Chłodniejszy i wilgotniejszy na górskich terenach na wschodzie.
Na północy od równika pora wilgotna trwa od kwietnia do października, a sucha od grudnia do lutego. Na południe od równika: pora wilgotna trwa od listopada do marca, a sucha od kwietnia do października.

## Budowa geologiczna
Na terenie kraju, w obrębie Wielkiej Doliny Ryftowej, występuje aktywność wulkaniczna. Za największe zagrożenie dla ludności uważane są wulkany Nyiragongo i Nyamuragira.

## Historia

### Początki
Pierwszymi mieszkańcami obecnej DR Konga były plemiona myśliwsko-zbierackie. Północ zamieszkiwali Pigmeje, południe plemiona spokrewnione z Buszmenami. W I tysiącleciu p.n.e. oraz I tysiącleciu n.e. napływały ludy Bantu, które zepchnęły Buszmenów na południe, a Pigmejów w głąb lasów. W średniowieczu pojawiły się niewielkie państwa. Ich podboje doprowadziły od unifikacji politycznej i kulturalnej południa obecnego DR Konga oraz północnej Angoli i Zambii. W XIV-XVI wieku powstały kolejne państwa – nad dolnym Kongiem Kongo, nad górnym Kasai Luanda, nad górną Lualabą Luba, a w XVII wieku Kuba nad środkowym Kasai. Pierwsze kontakty z Europejczykami notowane są w XV wieku. W 1491 roku kongijski władca Nzinga-a-Nkwu przyjął chrześcijaństwo i zainicjował ożywione relacje z Portugalią. W kolejnych wiekach obszar penetrowany był przez Hiszpanów, Arabów, Holendrów, Francuzów i Brytyjczyków. Niewielkie państwa sprzedawały przybyszom kość słoniową, miedź i niewolników. Handel niewolnikami z czasem doprowadził do wyludnienia kraju i degradacji relacji społecznych. Na skutek niekończących się konfliktów zbrojnych na przełomie XVIII i XIX wieku rozpadło się Kongo, z kolei Luba i Lunda w przeciągu wieku XIX.

### Wolne Państwo Kongo
Destabilizację regionu w ciągu XIX wieku ułatwiła inwazja europejska. Belgijski król Leopold II sfinansował wyprawę Henry’ego Mortona Stanleya wzdłuż rzeki Kongo, mającą na celu ustanowienie tam jego władzy. Podczas konferencji w Berlinie (1884–1885) uznano Leopolda suwerenem Wolnego Państwa Kongo. W kolejnych latach siły zbrojne złożone z Afrykanów pod dowództwem Belgów podbiły obszar współczesnej Katangi i wschodnich obszarów DR Konga. W 1908 Leopold scedował Kongo państwu belgijskiemu i od tego momentu stało się ono oficjalnie kolonią pod nazwą Kongo Belgijskie. W kolonii Belgowie prowadzili bezwzględny wyzysk tubylców przez kompanie koncesjonowane. Wyzysk prowadził do rebelii (powstania na wschodzie 1919–23, bunt wojskowych w Luluabourgu w 1944). Szacuje się, że represyjna polityka Belgów doprowadziła do zabicia lub doprowadzenia do śmierci od 5 do 15 milionów mieszkańców Konga. Rządy kolonialne przyczyniły się także do chrystianizacji kraju.

### Po II wojnie światowej
Po II wojnie światowej rozwijały się ruchy afrykańskie, powstały pierwsze tubylcze organizacje, związki zawodowe i partie polityczne. W 1959 Belgia metropolia zaczęła tracić kontrolę nad kolonią, paraliżowaną przez strajki i opór cywilny. W styczniu 1960 roku odbyła się belgijsko-kongijska konferencja okrągłego stołu, na której zdecydowano o nadaniu kraju niepodległości i przejęciu władzy przez Afrykanów. W czerwcu tego samego roku Afrykanie formalnie przejęli władzę. Wybory wyłoniły na premiera Patrice’a Lumumbę z Kongijskiego Ruchu Narodowego, a na prezydenta Josepha Kasavubu z ugrupowania ABAKO. Pierwsze dni niepodległości doprowadziły do wybuchu chaosu. Wybuchł bunt wojskowych, a w lipcu inspirowaną przez Belgów secesję Katangi (będącej najbogatszą prowincją) ogłosił tamtejszy lider Moïse Tshombe. W sierpniu w ślad za Katangą poszło Kasai Południowe. Premier Lumumba chcąc ustabilizować sytuację zwrócił się o pomoc wojskową do ONZ. Pomoc była niewystarczająca, przez co rząd zwrócił się do Związku Radzieckiego.

### Rządy Mobutu Sese Seko
We wrześniu doszło do sporu między prezydentem a premierem. Spór zakończył zamach stanu przeprowadzony przez pułkownika Josepha-Désiré Mobutu. Stronnicy obalonego Lumumby (który w grudniu został aresztowany, a następnie zabity) z Antoine Gizengą i Christophe Gbenye powołali w Stanleyville rząd Ludowej Republiki Kongo (uznany przez blok wschodni i niektóre kraje kontynentu). W lutym 1961 roku Mobutu przekazał rzeczywistą władzę prezydentowi Kasavubu. Dzięki działaniom militarnym i dyplomatycznym czasowo przywrócono jedność terytorialną. Rząd otrzymał znaczną pomoc od Belgii i USA. W 1962 roku aresztowano Gizengę i grupę jego współpracowników. Pozostali lumumbiści utworzyli w Brazzaville w październiku 1963 roku Narodowy Komitet Wyzwolenia a rok później wywołali antyrządowe powstanie przejmując kontrolę nad połową państwa. W lipcu 1964 roku prezydent Kasavubu powołał na premiera Moïse Tshombego z Katangi. We wrześniu tego samego roku siły rządowe z pomocą belgijską i amerykańską pokonały rebeliantów. Po zwycięstwie Kasavubu odwołał premiera Tshombe. W listopadzie 1965 roku Mobutu ponownie dokonał zamachu stanu przejmując w kraju dyktatorskie rządy.
Mobutu ogłosił się głową państwa (a w 1966 roku szefem rządu), zawiesił konstytucję, rozwiązał parlament i partie polityczne. Już w pierwszych latach wprowadził nieograniczone rządy oparte na monopolu monopartii, Ludowego Ruchu Rewolucji. Prowadził politykę afrykanizacji (polityka tzw. autentyczności afrykańskiej). W jej ramach zmieniał nazwy pochodzące z języków kolonialnych na afrykańskie. 27 października 1971 Mobutu zmienił nazwę państwa na Zair oraz własne nazwisko. O ile Zair rozwijał się i otrzymywał pomoc ze strony kapitału zagranicznego, to Mobutu pozostawał głównym beneficjentem przychodów. Rządy ściśle związane były z korupcją i defraudacją publicznych funduszy. Zair przypłacił to stając się w latach 80. jednym z najbiedniejszych państw świata, a gospodarka całkowicie załamała się.
W 1977 i 1978 rządom Mobutu zagroził zbrojnie Front Wyzwolenia Narodowego Konga (wspierany przez Angolę). Wystąpienia na osobistą prośbę prezydenta zostały stłumione poprzez interwencję wojsk francuskich, belgijskich i w mniejszym stopniu marokańskich.
W 1990 roku pod naciskiem międzynarodowym i opozycji zgodził się na nieznaczną demokratyzację. W 1994 roku wprowadzono nową tymczasową konstytucję. W połowie lat 90. ludność z plemienia Tutsi (pozostająca od dłuższego czasu w opozycji wobec Mobutu z powodu jego zdecydowanego poparcia dla plemienia Hutu uczestniczącego w ludobójstwie w sąsiedniej Rwandzie przy poparciu m.in. Francji) opanowała znaczną część wschodniego Zairu. Mobutu wydał polecenie usunięcia Tutsi poza granice Zairu. Wywołało to otwartą wojnę domową, w którą zaangażowali się inni opozycjoniści. 16 maja 1997 oddziały przeciwników Mobutu – występujące jako Sojusz Sił Demokratycznych na rzecz Wyzwolenia Konga – zdobyły Kinszasę. Nowym prezydentem został ogłoszony Laurent Kabila. Obalony Mobutu wyjechał z kraju (któremu przywrócono dawną nazwę Kongo).

### Rządy Laurenta Kabili
Laurent Kabila w swoich rękach skupił pełnię władzy wykonawczej, ustawodawczej i militarnej. Od 1998 roku zmagał się z drugą wojną domową i interwencjami wojsk Ugandy i Ruandy. W styczniu 2001 Kabila został postrzelony w zamachu dokonanym przez członka własnej ochrony. Wydarzenie to było częścią nieudanego zamachu stanu. Ranny Kabila został przetransportowany do szpitala w Zimbabwe, gdzie zmarł 18 stycznia. Urząd prezydenta objął syn Laurenta, Joseph Kabila. Nowy prezydent w grudniu 2002 roku podpisał z antyrządowymi rebeliantami umowę kończącą wojnę domową. Joseph Kabila zyskał prezydencką reelekcję w wyborach w latach 2006 i 2011.
Kolejne wybory powinny były odbyć się w listopadzie 2016, ale rząd Kabili opóźnił je na 30 grudnia 2018, mimo że Kabila, zgodnie z konstytucją, nie mógł ubiegać się o trzecią kadencję. Decyzja o przesunięciu wyborów wznieciła wiele protestów i niepokojów społecznych, z zamieszkami na ulicach włącznie, szczególnie na wschodzie kraju. Wybory prezydenckie, parlamentarne i lokalne odbyły się na terenie DRK na przełomie roku 2018 i 2019. W miastach Beni i Butembo zostały odwołane z powodu wybuchu ognisk wirusa ebola. W Yumbi – z powodu ostrych zamieszek. Wyniki wyborów prezydenckich ogłoszono 10 stycznia 2019. Wygrał je kandydat opozycji, Félix Tshisekedi. Urząd objął dwa tygodnie później. Było to pierwsze przekazanie władzy między opozycyjnymi kandydatami bez większej przemocy lub zamachu stanu, od czasu uzyskania niepodległości przez DRK.
Kraj, szczególnie na wschodzie, nadal zmaga się z agresją ponad setki grup zbrojnych, takich jak Sojusz Sił Demokratycznych, Demokratyczne Siły Wyzwolenia Rwandy, czy milicje Mai Mai. W Kongo od 1999 działa misja stabilizacyjna Narodów Zjednoczonych MONUSCO. Jest to największa i najkosztowniejsza misja ONZ w historii.

## Demografia

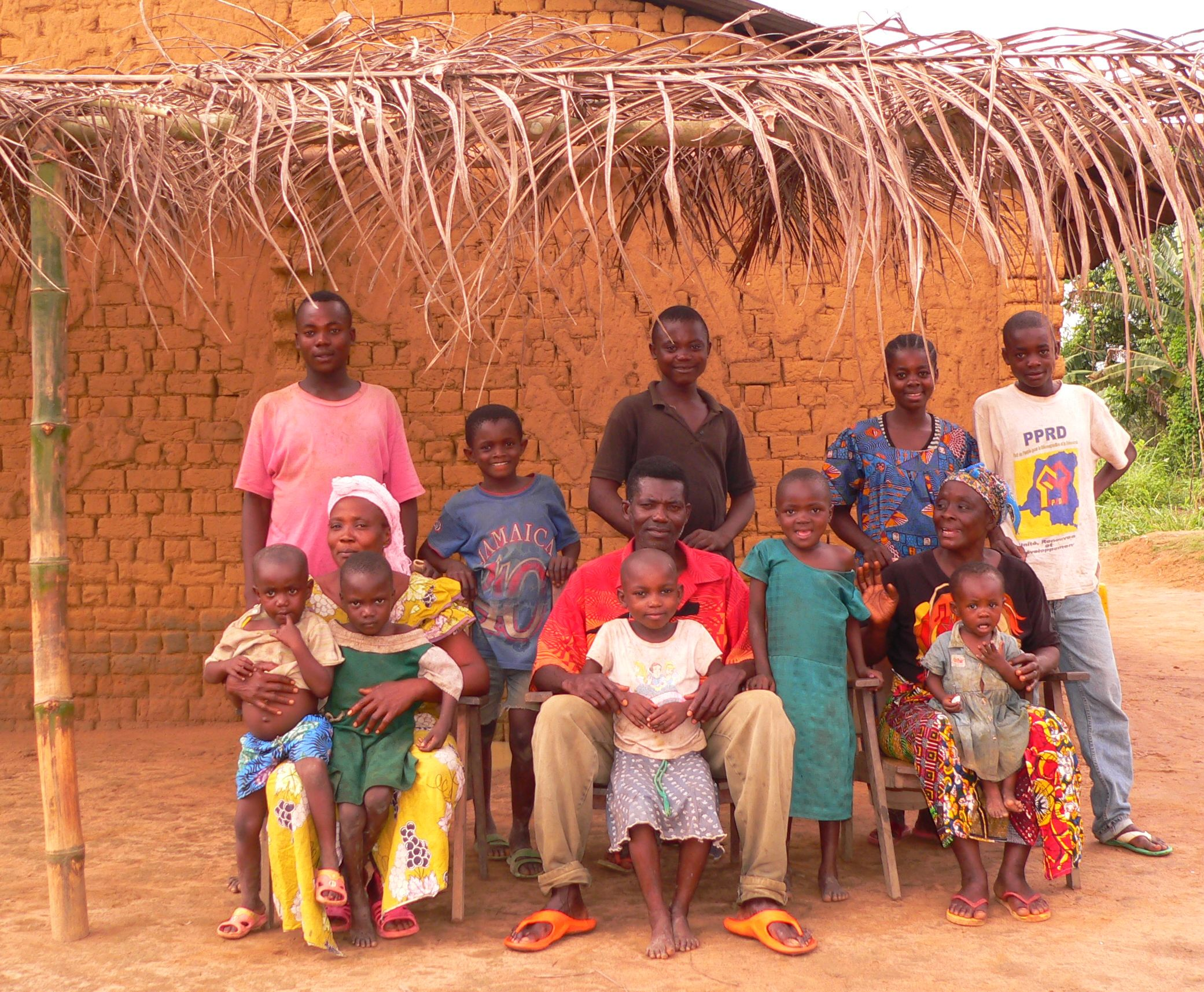
Rodzina z plemienia Mongo w Demokratycznej Republice Konga

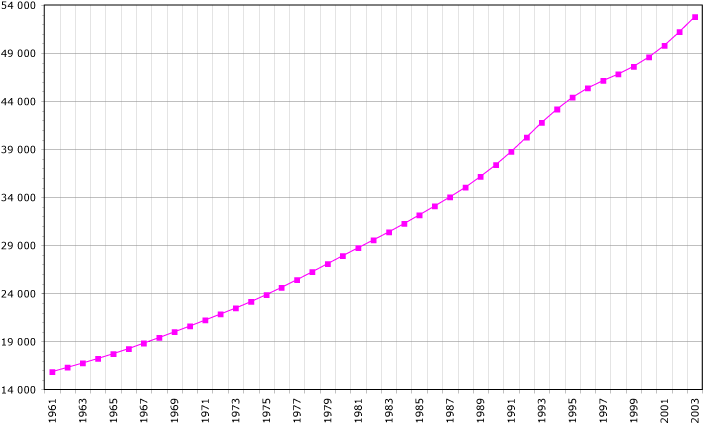
Ewolucja demograficzna w latach 1961–2003 (dane FAO, 2005). Ludność w tysiącach osób.

Ludność skupia się na płaskowyżach, na sawannie, przy rzekach i jeziorach, natomiast porośnięte tropikalną dżunglą północ i centrum kraju są prawie niezamieszkane. Exodus ludności wiejskiej zwiększył populację miast, a przede wszystkim stolicy.
Wielkie aglomeracje to Kinszasa (8 milionów mieszkańców), Lubumbashi, Kisangani, Mbuji-Mayi, Kananga, Mbandaka i Bukavu. W miastach mieszka ok. 46% populacji.
Mimo posiadania żyznych gleb, dużego potencjału hydroenergetycznego, i bogatych zasobów naturalnych, Demokratyczna Republika Konga zmaga się z wieloma problemami socjoekonomicznymi, w tym m.in., wysoką śmiertelnością noworodków (58,4 zgonu/1000 żywych urodzeń w 2020) i matek (473 zgony/100 000 żywych urodzeń w 2020), wysoką (5,77 dziecka na kobietę w 2020; 3. najwyższa na świecie) i wczesną dzietnością (średni wiek kobiety w pierwszej ciąży to niecałe 20 lat), niedożywieniem (30% dzieci do 5 r. życia), słabą wyszczepialnością, słabym dostępem do wody pitnej i sanitariatów.
Z przyrostem naturalnym 3,18% (2020) DRK znajduje się w pierwszej dziesiątce krajów na świecie. Liczba urodzin wynosi 41/1000 mieszkańców, a zgonów 8,4/1000 mieszkańców. Średnia oczekiwana długość życia wynosi 61 lat (59 dla mężczyzn, 63 dla kobiet).
DRK jest zarówno źródłem, jak i gospodarzem uchodźców. W latach 2012–2014 do kraju powróciło ponad 119 tys. Kongijczyków, ale ponad 0,5 miliona nadal pozostawało za granicą (2015). Do największych grup uchodźców przebywających w 2020 w DRK należeli mieszkańcy:
- Rwandy: 214 777 osób
- Republiki Środkowoafrykańskiej: 171 400
- Sudanu Południowego: 88 503
- Burundi: 47 172.

W 2018 roku około 3,1 miliona mieszkańców było uchodźcami wewnętrznymi (z uwagi na wcześniejsze wojny domowe i trwający od 2016 roku konflikt w prowincji Kasai). Poziom migracji szacowany był w 2020 na -0,9 migranta na 1000 mieszkańców (ubytek ludności).

### Struktura wiekowa
DRK jest krajem z 6. najmłodszą populacją na świecie, z medianą wieku 16,7 roku. Połowa mieszkańców nie skończyła 15 roku życia. Szacunkowa struktura wiekowa w 2020:
- 0–14 lat: 46,38%
- 15–24 lata: 19,42%
- 25–54 lata: 28,38%
- 55–64 lata: 3,36%
- 64 lata i więcej: 2,47%

Przewaga mężczyzn nad kobietami występuje przy urodzeniach i utrzymuje się do 25 roku życia. Powyżej 55 roku życia występuje przewaga kobiet. W grupie powyżej 65 r. życia jest znaczna (0,76:1).

### Struktura etniczna
Ludność DRK tworzy ponad 200 grup etnicznych, głównie bantu i chamickie (razem ok. 45% populacji). Językiem urzędowym jest francuski. W kontaktach handlowych dominuje język lingala. Popularnymi językami są: kingwana (dialekt suahili), kikongo i tshiluba (z rodziny bantu).
| Grupa etniczna | Język                             | Liczebność w tys. | Procent ludności |
| -------------- | --------------------------------- | ----------------- | ---------------- |
| Luba           | Język luba                        | 13 363            | 15,91%           |
| Kongo          | Język kongo                       | 13 241            | 15,76%           |
| Lingala        | Język lingala                     | 3790              | 4,51%            |
| Mongo          | Język mongo                       | 2851              | 3,39%            |
| Ekonda         | Język mongo                       | 2750              | 3,27%            |
| Songye         | Język songe                       | 2188              | 2,6%             |
| Nande          | Język nande                       | 1976              | 2,35%            |
| Azande         | Język pazande                     | 1893              | 2,25%            |
| Ngbaka         | Język ngbaka                      | 1811              | 2,16%            |
| Mangbetu       | Język mangbetu                    | 1660              | 1,98%            |
| Chokwe         | Język chokwe                      | 1143              | 1,36%            |
| Bemba          | Język bemba                       | 524               | 0,62%            |
| Hutu           | Język ruanda-rundi                | 402               | 0,48%            |
| Tutsi          | Język ruanda-rundi                | 389               | 0,46%            |
| Pigmeje        | Języki: ruanda-rundi, lese i asoa | 271               | 0,32%            |
| Azjaci         | Język hindi                       | 180               | 0,21%            |
| Francuzi       | Język francuski                   | 82                | 0,1%             |
| Grecy          | Język grecki                      | 55                | 0,07%            |
| Arabowie       | Język arabski                     | 26                | 0,03%            |

### Religia
Struktura religijna Demokratycznej Republiki Konga w 2020 roku według The ARDA:
- chrześcijaństwo – 95%:
  - katolicyzm – 54,9%,
  - protestantyzm – 18,6% (w tym: zielonoświątkowcy, prezbiterianie, baptyści, metodyści i adwentyści dnia siódmego[20]),
  - niezależne kościoły i związki wyznaniowe – 26,7% (głównie kimbangizm, ale także Kościół Nowoapostolski, świadkowie Jehowy – ok. 1% i inni[20]),
- religie etniczne – 2,5%,
- islam – 1,47%,
- brak religii – 0,45%,
- bahaizm – 0,43%,
- hinduizm – 0,15%.

### Miasta Demokratycznej Republiki Konga
Poniższa lista przedstawia największe miasta Demokratycznej Republiki Konga:
| 1  | Kinszasa   | Kinszasa        | 7 843 000 |
| 2  | Lubumbashi | Górna Katanga   | 1 352 000 |
| 3  | Mbuji-Mayi | Kasai Wschodnie | 1 295 000 |
| 4  | Kananga    | Lulua           | 765 000   |
| 5  | Kikwit     | Kwilu           | 637 736   |
| 6  | Kisangani  | Tshopo          | 578 470   |
| 7  | Bukavu     | Kiwu Południowe | 436 779   |
| 8  | Likasi     | Górna Katanga   | 434 408   |
| 9  | Kolwezi    | Lualaba         | 418 000   |
| 10 | Beni       | Kiwu Północne   | 332 903   |

## Ustrój polityczny
Demokratyczna Republika Kongo jest republiką parlamentarną z systemem semiprezydenckim.

### Konstytucja
Obowiązująca konstytucja została przyjęta 13 maja 2005, zaaprobowana w referendum 18–19 grudnia 2005 i ogłoszona 18 lutego 2006.
Poprawki do ustawy zasadniczej mogą zgłaszać: prezydent, rząd, izba parlamentu, lub obywatele (poprzez petycję). Treść poprawki musi zostać uzgodniona przy absolutnej większości w obu izbach. Poprawka wymaga dodatkowo przyjęcia w referendum, jeśli na wspólnym posiedzeniu obu izb nie przyjęły one poprawki większością 3/5. Poprawkom nie podlegają: forma rządów, prawa wyborcze, niezależność sądownictwa, pluralizm polityczny, wolności osobiste.

### Władza wykonawcza
Prezydent wybierany zwykłą większością głosów w bezpośrednich wyborach powszechnych, na nie więcej niż dwie kadencje. Prezydent mianuje premiera.

### Władza ustawodawcza
Stanowiona przez dwuizbowy parlament wybierany na 5-letnią kadencję:
- Senat – 108 mandatów obsadzanych w pośrednich wyborach proporcjonalnych przez zgromadzenia rad prowincji.
- Zgromadzenie Narodowe – 500 mandatów obsadzanych zwykłą większością głosów w wyborach bezpośrednich:
  - 439 w wielomandatowych okręgach wyborczych systemem proporcjonalnym
  - 61 w okręgach jednomandatowych

Najważniejsze partie polityczne:
- Kongijski Wiec dla Demokracji (Rassemblement Congolais pour la Démocratie, RCD)
- Konwent Chrześcijańskich Demokratów (Convention des Démocrates Chrétiens, CDC)
- Ludowa Partia Odbudowy i Demokracji (Parti du Peuple pour la Reconstruction et la Démocratie, PPRD)
- Nasze Kongo (Congo Na Biso, CNB)
- Nouvel Elan
- Partia Chrześcijańskich Demokratów (Parti Démocrate Chrétien, PDC)
- Razem dla Zmiany (Ensemble pour le Changement)
- Ruch Społeczny na Rzecz Odnowy (Mouvement Social pour le Renouveau, MSR)
- Ruch Wyzwolenia Kongo (Mouvement de Libération du Congo, MLC)
- Siły Odnowy (Forces de Renouveau, FR)
- Sojusz na Rzecz Demokracji i Postępu Społecznego (Union pour la Démocratie et le Progrès Social, UDPS)
- Sojusz na Rzecz Narodu Kongijskiego (Union pour la Nation Congolaise, UNC)
- Zaangażowani na Rzecz Obywatelstwa i Rozwoju (Engagement pour la Citoyenneté et le Développement, ECiDé)
- Zjednoczona Partia Lumumbistów (Parti Lumumbiste Unifié, PALU)

Partie ECiDé, MLC, Razem dla Zmiany, CNB i Nouvel Elan, tworzą koalicję Lamuka.

### Władza sądownicza
Sądami najwyższymi są:
- Sąd Kasacyjny (Court of Cassation, Cour de Cassation) – składa się z 26 sędziów; dzieli się na izbę legislacyjną i izbę sądowniczą. Sędziów Sądu Kasacyjnego wybiera niezależna Rada Służby Sądowniczej, składająca się prokuratorów i sędziów niższych szczebli.
- Sąd Konstytucyjny (Constitutional Court) – 9 sędziów. Trzech nominowanych przez prezydenta, 3 przez Radę Służby Sądowniczej (Judicial Service Council), 3 przez parlament. Sędziowie wskazywani przez prezydenta mają 9-letnią nieodnawialną kadencję, z jednym sędzią wymienianym co 3 lata.

Sądy niższego szczebla i powszechne:
- Sąd Bezpieczeństwa Państwa (State Security Court)
- Sąd Apelacyjny (Court of Appeals) – administracyjny i sądowniczy
- Wielki Trybunał (Tribunal de Grande)
- Sądy grodzkie
- Sądy prawa zwyczajowego

### System prawny
Prawo cywilne bazuje na prawodawstwie belgijskim. Obowiązują również prawa zwyczajowe i plemienne.

## Polityka zagraniczna
Od 2011 roku DRK i Angola współpracują na morzu w ramach wspólnej strefy interesów, w celu obopólnego wykorzystania zasobów przybrzeżnych.
Kraj akceptuje jurysdykcję Międzynarodowego Trybunału Sprawiedliwości (z ograniczeniami) i Międzynarodowego Trybunału Karnego.
Kraj jest stroną, m.in.:
- konwencji o różnorodności biologicznej
- ramowej konwencji ONZ w sprawie zmian klimatu
- Protokołu z Kioto
- konwencji ONZ w sprawie przeciwdziałaniu pustynnieniu
- konwencji o międzynarodowym handlu dzikimi zwierzętami i roślinami gatunków zagrożonych wyginięciem
- konwencji bazylejskiej (dotycząca kontroli transgranicznego przemieszczania i usuwania odpadów niebezpiecznych)
- konwencji ONZ o prawie morza
- konwencji londyńskiej (o zapobieganiu zanieczyszczania mórz)
- konwencji wiedeńskiej w sprawie ochrony warstwy ozonowej
- Międzynarodowego Porozumienia o Drewnie Tropikalnym z 1983
- Międzynarodowego Porozumienia o Drewnie Tropikalnym z 1994
- konwencji ramsarskiej

DRK podpisały, ale nie ratyfikowały, konwencję o zakazie używania technicznych środków oddziaływania na środowisko.
Kraj jest członkiem wielu organizacji międzynarodowych: AfDB, AKP, CEMAC, COMESA, EITI (kraj zgodny z), FAO, G24, G-77, IAEA, IBRD, ICAO, ICRM, IDA, IFAD, IFC, IFRCS, IHO, ILO, IMF, IMO, Interpol, IOM, IPU, ISO, ITSO, ITU, ITUC (poprzez NGO-sy), MIGA, MKOL, NAM, ONZ, OIF, OPCW, PCA, SADC, Unia Afrykańska, UNCTAD, UNESCO, UNHCR, UNIDO, UNWTO, UPU, WCO, WFTU (poprzez NGO-sy), WHO, WIPO, WMO, WTO.

## Siły zbrojne
Demokratyczna Republika Konga dysponuje trzema rodzajami sił zbrojnych: wojskami lądowymi (Forces d’Armees de la Republique Democratique du Congo, FARDC), marynarką wojenną (La Marine Nationale) oraz siłami powietrznymi (Force Aerienne Congolaise, FAC). Ochroną prezydenta i rządu zajmuje się Gwardia Republikańska.
Uzbrojenie sił lądowych Demokratycznej Republiki Konga składało się w 2022 roku m.in. z: 212 czołgów, 201 opancerzonych pojazdów bojowych, 125 zestawów artylerii holowanej, 16 artylerii samobieżnej, oraz 55 wieloprowadnicowych wyrzutni rakietowych. Marynarka wojenna dysponowała w 2022 roku szesnastoma okrętami obrony przybrzeża. Siły powietrzne z kolei posiadały w 2022 roku uzbrojenie w postaci m.in. pięciu myśliwców, 8 samolotów transportowych, 32 śmigłowców oraz ośmiu śmigłowców szturmowych.
Wojska Demokratycznej Republiki Konga w 2022 roku liczyły 100 tys. żołnierzy zawodowych oraz 10,0 tys. rezerwistów. Służba ma charakter mieszany: ochotniczo-poborowy.
Według rankingu Global Firepower (2022) siły zbrojne Demokratycznej Republiki Konga stanowią 76. siłę militarną na świecie, z rocznym budżetem na cele obronne w wysokości 299 mln dolarów (USD).

## Podział administracyjny
Formalnie od 9 stycznia 2015 roku kraj dzieli się na 26 prowincji, w tym prowincję stołeczną:
- Bas-Uele (Dolne Uele)
- Equateur (Prowincja Równikowa)
- Haut-Katanga (Górna Katanga)
- Haut-Lomami (Górne Lomami)
- Haut-Uele (Górne Uele)
- Ituri
- Kasai
- Kasai-Central (Kasai Środkowe)
- Kasai-Oriental (Kasai Wschodnie)
- Kinszasa – prowincja stołeczna
- Kongo Central (Kongo Środkowe)
- Kwango
- Kwilu
- Lomami
- Lualaba
- Mai-Ndombe
- Maniema
- Mongala
- Nord-Kivu (Kiwu Północne)
- Nord-Ubangi (Ubangi Północne)
- Sankuru
- Sud-Kivu (Kiwu Południowe)
- Sud-Ubangi (Ubangi Południowe)
- Tanganyika (Tanganika)
- Tshopo
- Tshuapa

Wcześniej, 1997–2015, obowiązywał podział na 11 prowincji:
- Bandundu
- Kongo Środkowe
- Prowincja Równikowa
- Kasai Zachodnie
- Kasai Wschodnie
- Katanga
- Kinszasa
- Maniema
- Kiwu Północne
- Prowincja Wschodnia
- Kiwu Południowe

Nowa konstytucja z lutego 2006 roku wprowadza podział kraju na 25 prowincji oraz rejon stołeczny. Zgodnie z konstytucją miał on zacząć obowiązywać w ciągu trzech lat, tj. od 2009 roku, jednak nie wszedł on w życie. Po dalszych debatach i zmianach został zaakceptowany przez parlament 9 stycznia 2015 z rocznym okresem wdrożenia zmian.

## Gospodarka

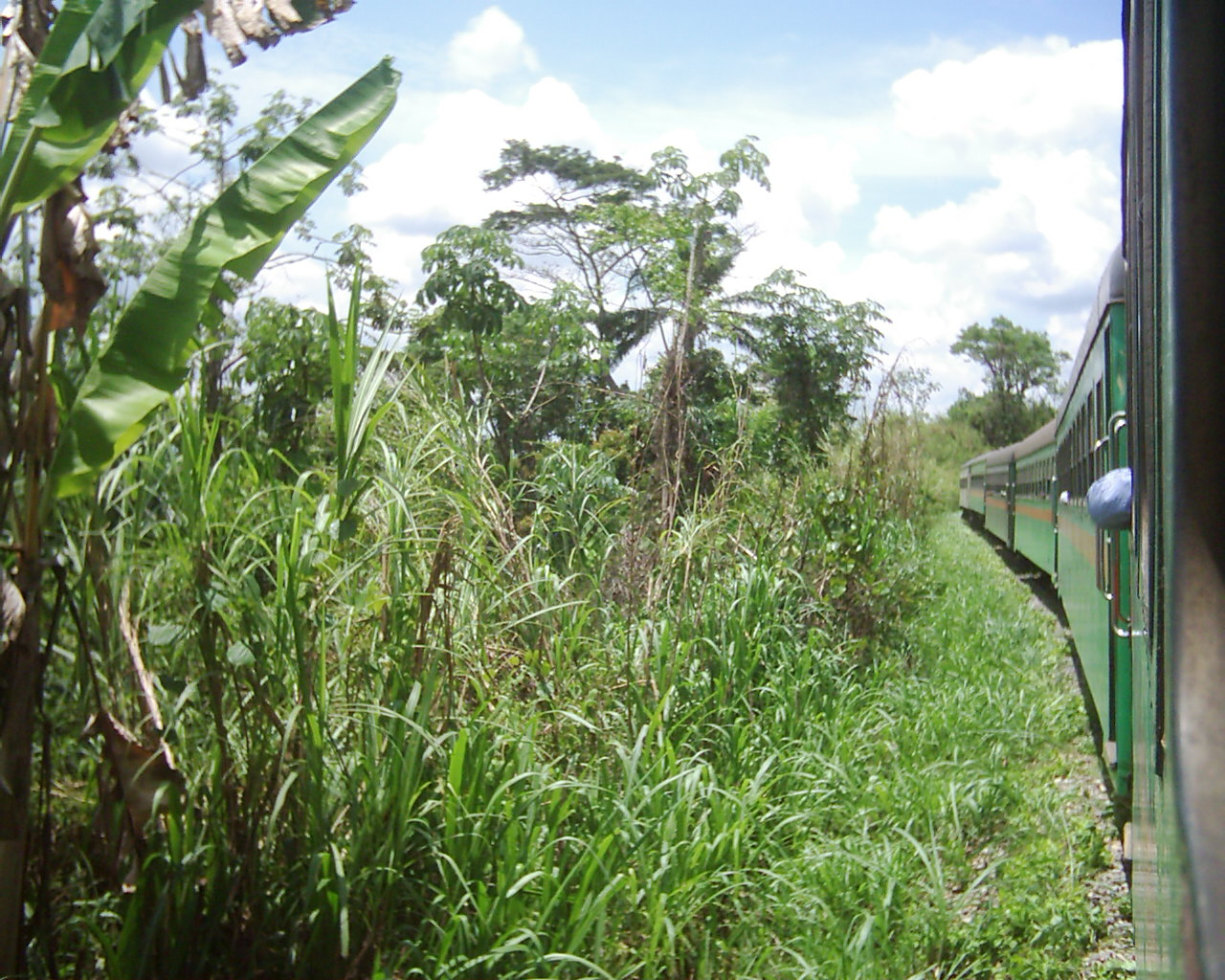
Linia kolejowa Matadi – Kinszasa

Gospodarka Demokratycznej Republiki Konga jest jedną z najmniej rozwiniętych na świecie – w 2014 roku ok. 63% ludności żyło poniżej granicy ubóstwa. Pod względem PKB na mieszkańca plasuje się na 3. miejscu od końca. Jednocześnie kraj posiada bogate i zróżnicowane zasoby naturalne, szacowane na 24 biliony USD. Od uzyskania niepodległości kraj zmaga się z systemową korupcją i niestabilnością. W latach 90. XX wieku doszły do tego konflikty wewnętrzne. Czynniki te stale zmniejszają możliwości gospodarki, obniżają dochody państwa i stymulują wzrost zadłużenia.
W latach 60. DRK była drugim najbardziej uprzemysłowionym państwem afrykańskim po Republice Południowej Afryki, z dobrze prosperującym przemysłem górniczym oraz względnie wydajnym rolnictwem.
Pierwsza (lata 90. XX wieku) oraz druga wojna domowa w Kongu (zakończona w 2003) doprowadziły do znacznego spadku produkcji oraz zysków państwa, spowodowały zwiększenie długu zewnętrznego.
Sytuacja poprawiła się po 2003 roku – po zakończeniu wojny, ogłoszeniu nowej konstytucji i zmianie władzy. Rząd zaczął wprowadzać reformy oraz otworzył się na relacje z międzynarodowymi instytucjami finansowymi i darczyńcami. Postęp jest jednak powolny – hamowany przez korupcję, niestabilności, niewydolność urzędów, czy niechęć inwestorów. Wznowienie wydobycia pozwoliło na wzrost przychodów państwa i PKB do 2015, ale jednocześnie zaczęła rosnąć inflacja i postępowała deprecjacja waluty. Duża część gospodarki działa w szarej i czarnej strefie.
Od 2010 spadła również cena miedzi, jednego z głównych towarów eksportowych DRK, co odbiło się na przychodach państwa i rezerwach walutowych. W połowie 2017 roku inflacja sięgała 50%.
W 2012 roku bezrobocie wynosiło 8,7% (niższe u kobiet, 6,8%, niż u mężczyzn – 11,3%). Siła robocza kraju szacowana jest na 31,36 mln. (w 2017).
| Rok  | Wartość PKB [mld. USD] | PKB per capita [USD] | Zmiana PKB | Dług publiczny (% PKB) |
| ---- | ---------------------- | -------------------- | ---------- | ---------------------- |
| 2017 | 68,6                   | 800                  | +3,4%      | 18,1%                  |
| 2016 | 66,33                  | 800                  | +2,4%      | 19,3%                  |
| 2015 | 64,78                  | 800                  | +6.9%      |                        |

Struktura gospodarki w 2017:
- rolnictwo: 19,7%
- przemysł: 43,6%
- usługi: 36,7%

Wykorzystanie gruntów w 2011:
- rolnictwo: 11,4%
  - grunty orne: 3,1%
  - sady i uprawy wieloletnie: 0,3%
  - pastwiska: 8%
- lasy: 67,9%
- pozostałe: 20,7%

W 2012 roku 110 km² gruntów było sztucznie nawadniane.
W roku 2017 budżet DRK wykazywał, szacunkowo, 4,634 mld. USD przychodów i 5,009 mld. USD rozchodów. Deficyt wynosił 0,9% PKB. Inflacja wynosiła 41,5%. Rezerwy walutowe i złotowe: 457,5 mln USD. Dług zewnętrzny: 4,963 mld USD.
Eksport wyniósł 10,98 mld. USD (Chiny 41,4%, Zambia 22,7%, Korea Południowa 7,2%, Finlandia 6,2%). Import wyniósł 10,82 mld. USD (Chiny 19,9%, RPA 18%, Zambia 10,4%, Belgia 9,1%, Indie 4,3%, Tanzania 4,2%).

### Przemysł wydobywczy
Gospodarka DRK opiera się w większości na przemyśle wydobywczym. Na jej terenie znajdują się zasoby: kobaltu, miedzi, niobu, tantalu, ropy naftowej, diamentów, złota, srebra, cynku, magnezu, cyny, uranu, węgla kamiennego.
Największe kopalnie są zlokalizowane w Katandze na południu kraju. Kongo jest największym na świecie producentem kobaltu oraz znaczącym producentem miedzi i diamentów. Złoża diamentów są zlokalizowane w prowincji Kasai w zachodniej części kraju i stanowią 30% zasobów światowych. Państwo posiada również 70% światowych zasobów koltanu, który jest głównym źródłem tantalu, używanego powszechnie w elektronice dla potrzeb przemysłu komputerowego oraz telekomunikacyjnego. W 2002 we wschodniej części DRK odkryto złoża cyny, jak dotąd wydobywane jedynie na małą skalę. Przemyt oraz zyski z handlu minerałami przyczyniły się do podsycania i finansowania działań wojennych między plemionami i grupami etnicznymi. Przemysł wydobywczy jest w większości kontrolowany przez korporacje krajów zachodnich, które często oskarżane były o politykę sprzyjającą rozwojowi konfliktów etnicznych oraz o działalność rabunkową. Katanga Mining jest szwajcarską korporacją, która posiada na terenie DRK kombinat metalurgiczny Luilu, zdolny przerobić 176 tys. ton miedzi oraz 8 tys. ton kobaltu rocznie, czyniąc go największą tego typu instalacją na świecie.
Analiza sektora wydobywczego – połowa światowych zasobów kobaltu znajduje się w Demokratycznej Republice Konga
Demokratyczna Republika Konga posiada około połowy światowych zasobów kobaltu (cena za 1 tonę kobaltu na giełdzie metali w Londynie wynosi w kwietniu 2015 roku 26 700 dolarów, czyli około 100 000 złotych). Według danych Ministerstwa Spraw Wewnętrznych USA na świecie znajduje się około 25 000 000 ton kobaltu. W 2014 roku wydobycie na świecie kobaltu wyniosło 112 000 ton przy czym 56 000 ton pochodziło z Demokratycznej Republiki Konga, drugi kraj Chiny dostarczył 7200 ton, trzecia Kanada wydobyła około 7000 ton kobaltu. W 2014 roku, przyjmując cenę z giełdy w Londynie, Demokratyczna Republika Konga wydobyła kobalt za kwotę 1.5 miliarda dolarów (około 5.5 miliarda złotych).

### Handel zagraniczny
Na podstawie danych Eximcon Group głównymi produktami, jakie Demokratyczna Republika Konga eksportowała w 2014 roku zasoby naturalne: miedź (udział 62% w całym eksporcie), kobalt (19%), ropa (9%; 20 000 baryłek dziennie 2015).
Produkty, które były importowane w największej ilości, to: maszyny (12% udziału w całym imporcie), pojazdy (6%), produkty ze stali lub żelaza (5%).

### Rolnictwo
Ważnym działem gospodarki jest rolnictwo, które w 1996 zatrudniało 66% siły roboczej państwa i w 1997 stanowiło 57,9% PKB. Najważniejszymi produktami przeznaczonymi na eksport są kawa, olej palmowy, guma, bawełna, cukier, herbata oraz kakao. Uprawia się także maniok, banany, kukurydzę, ryż z przeznaczeniem na rynek rodzimy.

### Leśnictwo
Lasy pokrywają 60% powierzchni kraju, stanowiąc ogromne bogactwo naturalne dla kraju. W 2003 przeznaczono na eksport drewno o wartości 25,7 mln USD. Intensywna gospodarka leśna stanowi zagrożenie dla ogromnej bioróżnorodności lasów równikowych oraz ludności zamieszkującej na terenach masowych wycinek leśnych.

### Rybołówstwo
Rozwinięty system hydrologiczny kraju pozwala na intensywne prowadzenie rybołówstwa. W 1997 łączna produkcja z wód morskich oraz rzek i jezior jest szacowana na 162 961 ton. Większość połowów pochodzi z jezior Wielkiego Rowu Afrykańskiego oraz rzek Kotliny Konga. Połowy morskie stanowią jedynie 2% łącznej produkcji.
Demokratyczna Republika Konga oczekuje na przyjęcie do Organizacji dla Harmonizacji Prawa Afrykańskiego. Jest członkiem Wspólnoty Rozwoju Afryki.
Rzeka Kongo i jej dopływy stanowią szkielet gospodarki, w tym transportu. Na rzece Kongo powstał zespół 2 hydroelektrowni Inga, która zasila południową, przemysłową, część kraju poprzez linię HVDC Inga-Shaba.

## Infrastruktura i transport
Prawie połowa mieszkańców kraju (2/3 mieszkańców wsi) ma dostęp jedynie do improwizowanych lub naturalnych zbiorników wody pitnej. Tylko 29% mieszkańców ma dostęp do sanitariatów z kanalizacją lub szambem.
W 2016 roku DRK była eksporterem netto energii elektrycznej. Mimo tego, ok. 69 milionów mieszkańców nie miało dostępu do energii elektrycznej. Elektryfikacja terenów miejskich wynosiła 47%, a wiejskich jedynie 0,4%.
Telefonia stacjonarna w kraju jest rzadkością (<1 linia/100 mieszkańców). Dużo bardziej rozwinięta jest telefonia komórkowa. W 2018 roku w DRK było prawie 36,5 mln abonentów (38/100 mieszkańców). W 2016 roku niecałe 4% mieszkańców miał dostęp do internetu (mniej niż 1% do łączy szerokopasmowych).
W 2012 roku DRK zamówiło w Chinach satelitę telekomunikacyjnego, ale projekt zawieszono w 2016 z powodów finansowych.
W 2013 roku w kraju istniało 62 km gazociągów, 77 km ropociągów, i 756 km rurociągów dla produktów ropopochodnych.

### Transport drogowy
W 2015 roku w kraju istniało 152 373 km dróg, w tym:
- utwardzonych: 3047 km (2%)
- nieutwardzonych: 149 326 km (98%)

### Transport kolejowy
W 2014 roku w kraju istniało 4007 km linii kolejowych, w tym 3882 km o rozstawie 1067 mm (858 km zelektryfikowane) i 125 km o rozstawie 1000 mm.

### Transport wodny
Dzięki rzece Kongo i jej dopływom kraj posiada bogatą, 8. na świecie pod względem długości, sieć dróg wodnych, wynoszącą 15 000 km.
Głównym portem morskim jest Banana. Znaczącymi portami rzecznymi lub na jeziorach są
- na rzece Kongo: Boma, Bumba, Kinszasa, Kisangani, Matadi, Mbandaka.
- na rzece Lualaba: Kindu.
- na jeziorze Kiwu: Bukavu, Goma.
- na jeziorze Tanganika: Kalemie.

### Transport lotniczy
W 2015 roku w kraju zarejestrowanych było 8 przewoźników lotniczych, dysponujących 13 samolotami. Ruch pasażerski wyniósł 476 352 osób. Ruch towarowy: 85 mln. ton.
W 2017 roku w DRK było 198 lotnisk i lądowisk, 1 heliport, w tym z pasami startowymi:
- 26 utwardzonych:
  - o długości powyżej 3047 m: 3
  - o dł. 2438 – 3047 m: 3
  - o dł. 1524 – 2437 m: 17
  - o dł. 914 – 1523 m: 2
  - poniżej 914 metrów: 1
- 172 nieutwardzone:
  - o dł. 1524 – 2437 m: 20
  - o dł. 914 – 1523 m: 87
  - poniżej 914 metrów: 65

## Oświata i nauka
W 2017 roku wydatki na edukację wyniosły 1,5% PKB. Współczynnik alfabetyzacji wynosił 77%, i był znacznie wyższy u mężczyzn (88%) niż u kobiet (66%). Oczekiwana długość kształcenia wynosiła w 2013 roku 11 lat dla chłopców i 9 lat dla dziewczynek.

## Bezpieczeństwo publiczne
DRK jest notowany przez Departament Stanu USA jako kraj kategorii II ze względu na przemyt ludzi, tj. kraj niewypełniający minimalnych standardów zapobiegania i zwalczania handlu i przemytu ludzi, ale który czyni postępy w tym kierunku.

### Opieka zdrowotna
W kraju występuje bardzo wysokie ryzyko przenoszenia chorób zakaźnych. Często występuje WZW A i tyfus. Spotykana jest malaria, denga, śpiączka afrykańska i wścieklizna. W 2013 roku na 10 000 mieszkańców przypadało 0,9 lekarza.
W 2013 roku ok. 23% dzieci poniżej 5 r. życia cierpiało na niedożywienie. Około 7% dorosłych było otyłych (BMI>30).
W 2018 roku około 0,8% populacji jest nosicielami HIV lub choruje na AIDS (ok. 450 000). Umieralność z tego powodu wynosiła ok. 13 000.

## Kongo w literaturze
Joseph Conrad był kapitanem parowca pływającego w służbie króla belgijskiego Leopolda II po rzece Kongo w roku 1890. Będąc pod wrażeniem zaobserwowanych tam okrucieństw napisał powieść Jądro ciemności.